# Зрадник (роман)
«Зрадник» (англ. Turn Coat) — книга Джима Бучера в жанрі наукової фантастики та фентезі, що вийшла 1 вересня 2001 року. Вона розповідає про пригоди професійного чарівника Гаррі Дрездена, єдиного професійного чарівника сучасного Чикаго. Це одинадцята книга із серії «Файли Дрездена».  
Роман дебютував під номером один у списку бестселерів художньої літератури в твердій обкладинці New York Times.

## Короткий опис сюжету
Стража Моргана, якого застали над трупом одного з найшанованіших чарівників, звинуватили у державній зраді Чарівників Білої Ради — і за цей злочин існує лише одне, остаточне покарання. Усі докази — очевидні. Він у втечі, хоче, щоб його ім’я очистили, і йому потрібен хтось із хистом, щоб підтримати аутсайдера. Такий, як Гаррі Дрезден. Тільки Дрезден, який не має приводів симпатизувати Моргану, певен — це підстава. І якщо він не доведе невинність свого давнього недруга — наступним підставлять його самого…
Останнім часом події набули такого обігу, що стало зрозумілим: у Раді є зрадник — і швидше за все не один. Тепер Гаррі має розкрити зрадника в Раді, тримати в таємниці не дуже приємного Моргана та не потрапляти під пильну увагу. І одна помилка може коштувати комусь голови, наприклад Гаррі.

## Список персонажів
- Гаррі Дрезден: Протагоніст; професійний чарівник, приватний детектив і поліцейський консультант; а ще він є у телефонній книзі.
- Скінвокер: Нааглошії, індіанський дух величезної сили та здатності змінювати форму. Ця істота пережила тисячоліття і є напівбожественною за своєю природою. Він їсть магічних істот, включаючи чарівників, щоб збільшити власну силу.
- Вінсент Грейвер: приватний детектив і колишній віце-офіцер, який був покараний за спробу переслідувати члена міської ради Чикаго. Дрезден вражений його чесністю і доручає йому детективну роботу. Наприкінці книги Грейвер і Моллі зустрічаються, і Грейвер і Миша разом приносять переконливі докази причетності Семюеля Пібоді до зрадників у Білій раді.
- Байндер: Ернест Арманд Тінвісл, найманець кокні, який спеціалізується на викликах великої кількості істот із Ніколи.
- Чендлер: британський наглядач, який охороняє портал з Небивальщині (англ. Nevernever)  до штаб-квартири Білої Ради в Единбурзі.
- Демонрич: стародавній дух, незвіданого острова в озері Мічиган. Дрезден з’єднався з духом під час святилища. Щоразу, коли Дрезден фізично присутній на острові, він ділиться надприродними знаннями Демонрича про острів. Демонрич виглядає як фігура заввишки 12 футів (3,7 м), одягнена в плащ і мантію, без видимих рис, але з сяючими зеленими очима. Він кульгає через «льодовик, який вирізав озеро Мічіган». Острів має невідому образу на Привратника, що призвело до небажання Привратника ступити на острів.
- Мадлен Рейт: вампір Білого двору і двоюрідна сестра Томаса і Лари. Вона зрадила Білий двір Чорній раді приблизно так само, як Вітто Мальвора в "Білій ночі". Працюючи з бізнес-менеджером Лари, вона створює грошовий слід від Моргана до однієї з холдингових компаній Лари, щоб причетні Білий суд до смерті ЛаФортьє. Вона наймає Біндера знайти Морган раніше, ніж хтось інший, щоб Морган можна було звинуватити в її майбутніх діях. Зрештою Лара вбиває і Медлін, і бізнес-менеджера, а їхні голови відправляє до Білої ради.